# Lago (Amares)
Lago is een plaats (freguesia) in de Portugese gemeente Amares en telt 1 955 inwoners (2001).

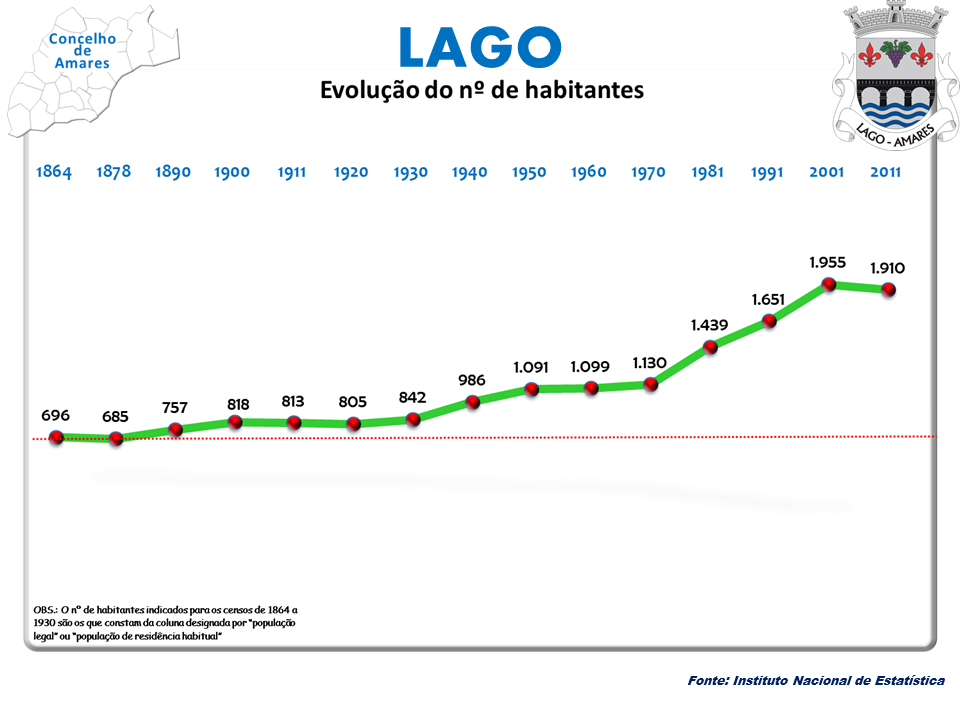
Bevolkingsontwikkeling tussen 1864 en 2011